# Sergejus Jovaiša
Sergejus Jovaiša (ur. 17 grudnia 1954 w Oniksztach) – litewski koszykarz, medalista mistrzostw świata, Europy i igrzysk olimpijskich, poseł na Sejm Republiki Litewskiej.

## Życiorys
Od 1972 do 1989 był zawodnikiem klubu koszykarskiego Žalgiris Kowno. Z drużyną tą wygrywał mistrzostwo ZSRR (1985, 1986, 1987) oraz srebrne medale tych rozgrywek (1980, 1983, 1984). W latach 1989–1995 grał w niemieckim zespole Brandt Hagen, następnie do 1998 był grającym trenerem drużyny ATS Cuxhaven. Przez kilkanaście lat występował w reprezentacji Związku Radzieckiego w koszykówce mężczyzn. Zdobył z nią m.in. brązowy medal igrzysk olimpijskich, złoty i srebrny medal mistrzostw świata, cztery medale mistrzostw Europy (w tym dwa złote), dwa srebrne medale na uniwersjadach. Po odzyskaniu przez Litwę niepodległości Sergejus Jovaiša został zawodnikiem reprezentacji tego kraju. Wraz z nią w 1992 zdobył brązowy medal igrzysk olimpijskich.
W 1972 zdał egzamin maturalny w szkole średniej w Oniksztach. W 1977 został absolwentem studiów inżynierskich w Instytucie Politechnicznym w Kownie, a w Litewskim Państwowym Instytucie Kultury Fizycznej ukończył studia nauczycielskie i trenerskie w zakresie koszykówki. Po zakończeniu kariery sportowej w 1998 powrócił na Litwę, do 2004 był zatrudniony w przedsiębiorstwie lotniczym Avia Baltika, do 2001 zajmował się komentowaniem zawodów sportowych w mediach publicznych. Od 2004 pracował jako trener koszykarski i działacz sportowy.
W latach 2007–2011 z ramienia Nowego Związku zasiadał w radzie rejonu oniksztyńskiego. W 2011 nie uzyskał reelekcji z ramienia lokalnego komitetu wyborczego. Później przystąpił do Związku Ojczyzny. W wyborach parlamentarnych w 2012 z listy krajowej konserwatystów został wybrany do Sejmu Republiki Litewskiej. W 2016 i 2020 z powodzeniem ubiegał się o poselską reelekcję.

## Osiągnięcia sportowe
Igrzyska olimpijskie
- Moskwa 1980 – 3. miejsce (z reprezentacją ZSRR)
- Barcelona 1992 – 3. miejsce (z reprezentacją Litwy)

Mistrzostwa świata
- Kolumbia 1982 – 1. miejsce
- Filipiny 1978 – 2. miejsce

Mistrzostwa Europy
- RFN 1985 – 1. miejsce
- Czechosłowacja 1981 – 1. miejsce
- Grecja 1987 – 2. miejsce
- Francja 1983 – 3. miejsce

Uniwersjada
- Bukareszt 1981 – 2. miejsce
- Sofia 1977 – 2. miejsce